# Cathie Wood

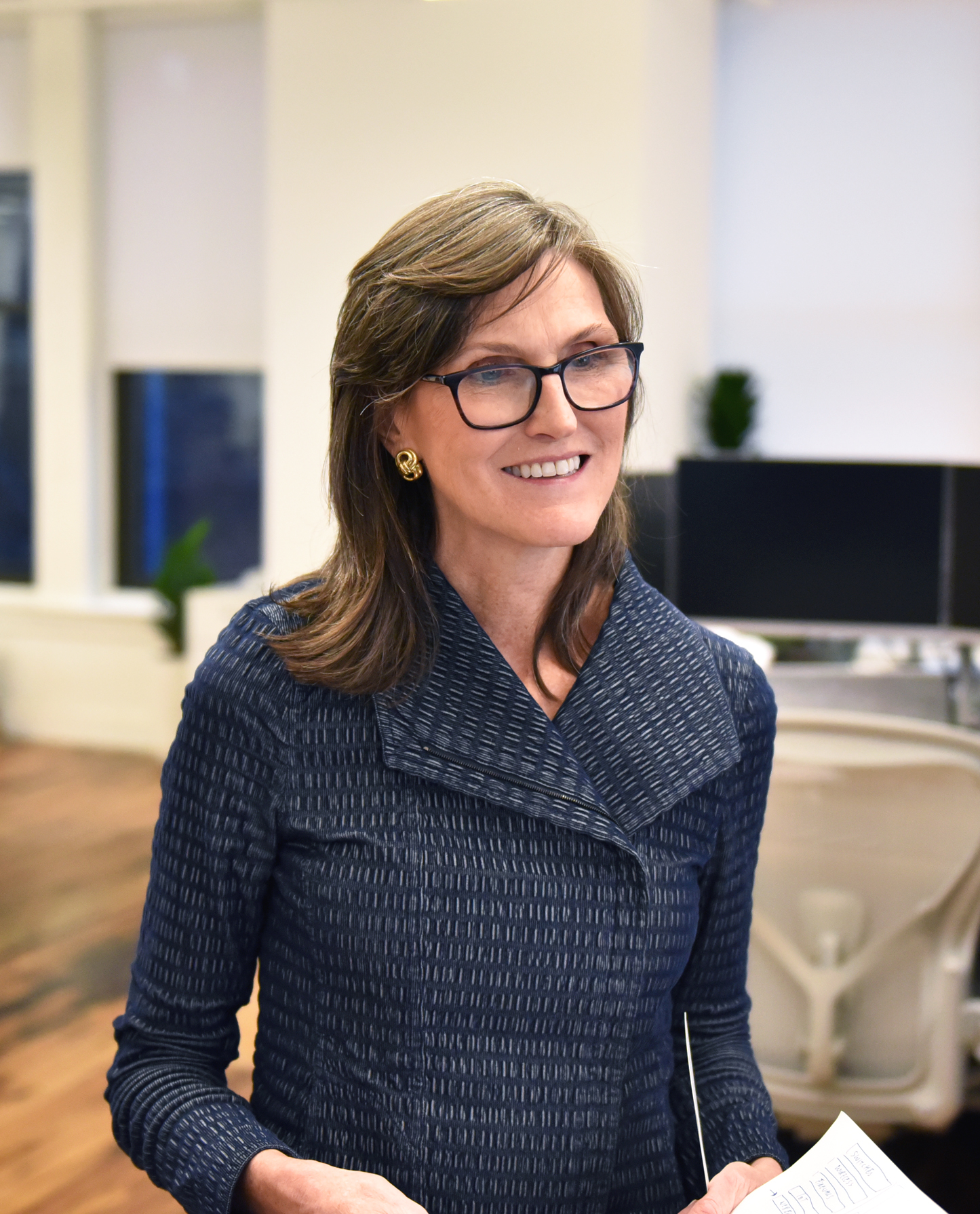
Cathie Wood, 2020

Cathie Wood  (* 26. November 1955 in Los Angeles) ist eine amerikanische Ökonomin, Investorin sowie Gründerin und CEO der Investmentgesellschaft Ark Invest.

## Karriere
Wood studierte Wirtschaft an der University of Southern California. Sie schloss ihr Studium 1981 ab und arbeitete zunächst als Ökonomin für die Capital Group Companies. 2001 zog sie nach New York und arbeitete bei AllianceBernstein, einem Vermögensverwalter. 2012, unter dem Eindruck der Weltfinanzkrise, schlug sie vor, Portfolios von innovativen Unternehmen als ETFs zu strukturieren. Da ihr Arbeitgeber die Idee ablehnte, machte sie sich 2014 mit ARK Invest selbstständig.

## Privatleben
Wood ist geschieden und Mutter von drei Kindern. Sie ist eine praktizierende evangelikale Christin. Politisch und ökonomisch bezeichnet sie sich als konservativ. Außerdem unterstützte sie Donald Trump mit mehreren Spenden im Wahlkampf.

## Rezeption
Wood ist bekannt als „Frau fürs Risiko“. Sie tätigt riskante Finanzmarkt-Wetten auf disruptive Technologien. Viel beachtet wurde ihre Prognose im Jahr 2019, der Kurs des Autobauers Tesla, Inc. würde bis 2023 um „das 20- oder 30- fache“ steigen. Die Neue Zürcher Zeitung bezeichnete Wood als „Starinvestorin“, Forbes nennt sie eine „Prophetin“ und „Superstar-Investorin“.
Wood belegte 2020 Platz 80 auf der Liste der reichsten Selfmade-Millionärinnen Amerikas.
Mit ihrem ARK Innovation ETF war Wood zunächst erfolgreich, erlitt im Bärenmarkt von 2022 aber erhebliche Verluste, die sie bis 2024 nicht wieder einholen konnte. Die 3-Jahres-Performance des ETF liegt bei −65,77 % (Stand 7. Februar 2024). Eine Datenauswertung von morningstar.com kam zu dem Ergebnis, dass der ARK ETF Trust insgesamt 14 Milliarden US-Dollar Wert verloren habe, davon die Hälfte mit dem Innovation ETF.